# Alexandr: Něvská bitva
Alexandr: Něvská bitva (rusky Александр. Невская битва) je ruský historický film z roku 2008. 
Film byl také uveden v Polsku pod alternativním názvem Alexandr Bojovník (titul v TV).[zdroj⁠?!] Děj filmu se odehrává v carském Rusku ve 13. století a popisuje bitvu na Něvě vedenou knížetem Alexandrem Něvským proti Švédům. Délka filmu je 107 minut.